# 埼玉県道336号今福木野目線
埼玉県道336号今福木野目線（さいたまけんどう336ごう いまふくきのめせん）とは埼玉県川越市今福と同市木野目を結ぶ道路（県道）である。今福 - 同市砂の国道254号交点までの区間は埼玉県道8号川越入間線と重複している。

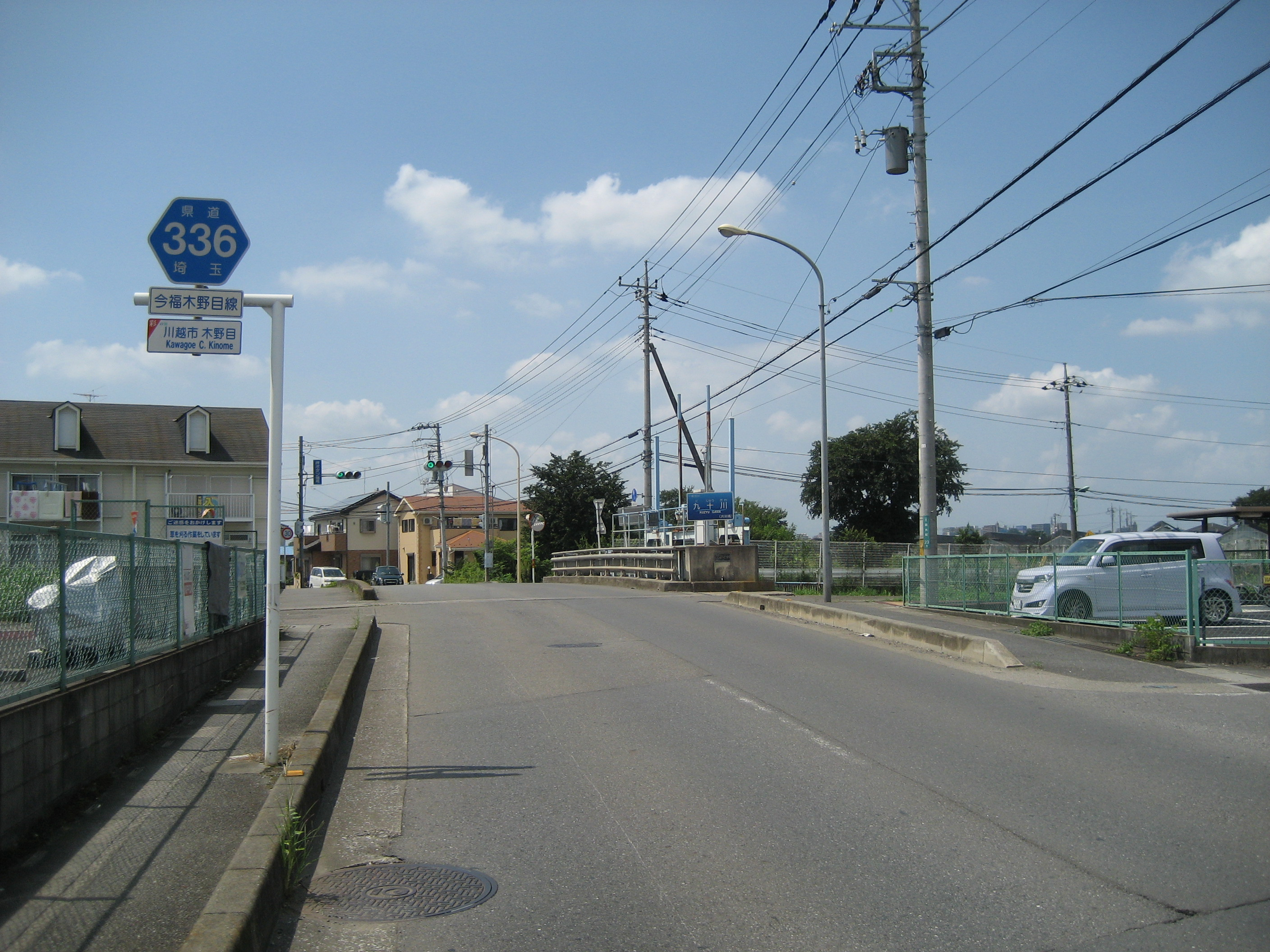
川越市木野目

## 起点・終点
- 起点：今福交差点（埼玉県道6号川越所沢線・埼玉県道8号川越入間線交点）
- 終点：南古谷小学校前交差点（埼玉県道335号並木川崎線交点）

## 通過する自治体
- 埼玉県
  - 川越市

## 交差する道路
- 埼玉県道6号川越所沢線・埼玉県道8号川越入間線、川越市今福「今福交差点」
- 国道254号（川越市砂）
- 国道254号（富士見川越バイパス）、川越市木野目「木野目（北）交差点」
- 埼玉県道335号並木川崎線、川越市木野目「南古谷小学校前交差点」

## 通過する主な橋
- 旭橋（新河岸川）川越市
- 共栄橋（九十川）川越市